# Godspeed You! Black Emperor
Godspeed You! Black Emperor je kanadská post-rocková skupina založená v roce 1994 v Montréalu.

## Členové
Současní členové
- David Bryant – elektrická kytara, pásky
- Efrim Menuck – kytara, pásky, klávesy
- Mike Moya – kytara
- Sophie Trudeau – housle
- Thierry Amar – kontrabas, baskytara
- Mauro Pezzente – baskytara
- Aidan Girt – bicí, perkuse
- Tim Herzog – bicí, perkuse
- Karl Lemieux – promítací stroj

Dřívější členové
- Bruce Cawdron – bicí, perkuse
- Norsola Johnson – violoncello
- Roger Tellier-Craig – kytara
- Grayson Walker[2] – akordeon
- James Chau – klávesy, cembalo, kytara
- Thea Pratt – lesní roh
- John Littlefair – promítací stroj
- Fluffy Erskine – promítací stroj
- Peter Harry Hill – dudy

## Diskografie
Studiová alba
- F♯ A♯ ∞ (1997)
- Lift Your Skinny Fists Like Antennas to Heaven (2000)
- Yanqui U.X.O. (2002)
- 'Allelujah! Don't Bend! Ascend! (2012)
- 'Asunder, Sweet and Other Distress' (2015)
- Luciferian Towers (2017)
- G_d’s Pee AT STATE’S END! (2021)
- No Title as of 13 February 2024 28,340 Dead (2024)

EP
- Slow Riot for New Zerø Kanada (1999)

Demo
- All Lights Fucked on the Hairy Amp Drooling (1994) – Údajně první materiál, který skupina vydala. Náklad měl čítat 33 kazet, ovšem všechny kopie jsou dnes ztraceny.